# Doug Cowie (labdarúgó)
Douglas „Doug” Cowie (Aberdeen, 1926. május 1. – 2021. november 27.) skót labdarúgóhátvéd, edző.

## Pályafutása
A skót válogatott tagjaként részt vett az 1954-es és az 1958-as labdarúgó-világbajnokságon.